# USCGC Eagle (WIX-327)
USCGC Eagle (WIX-327) je cvičný trojstěžňový bark Pobřežní stráže Spojených států amerických z roku 1936. Eagle je v pořadí sedmou americkou válečnou lodí tohoto jména. Plavidlo původně bylo německou cvičnou lodí třídy Gorch Fock Horst Wessel, která byla po druhé světové válce předána USA. V současnosti jsou USCGC Eagle a USS Constitution jediné dvě plachetnice amerických ozbrojených sil, které se stále nacházejí v aktivní službě. Domovskou základnou plavidla je United States Coast Guard Academy v New Londonu ve státě Connecticut. Výcvikem na Eagle od jeho zařazení do služby prošel každý nový kadet americké pobřežní stráže. Během své služby plachetnice obeplula zeměkouli a její palubu navštívili američtí prezidenti John Fitzgerald Kennedy, Richard Nixon a Harry Truman, a jednou také německý říšský kancléř Adolf Hitler.

## Pozadí vzniku

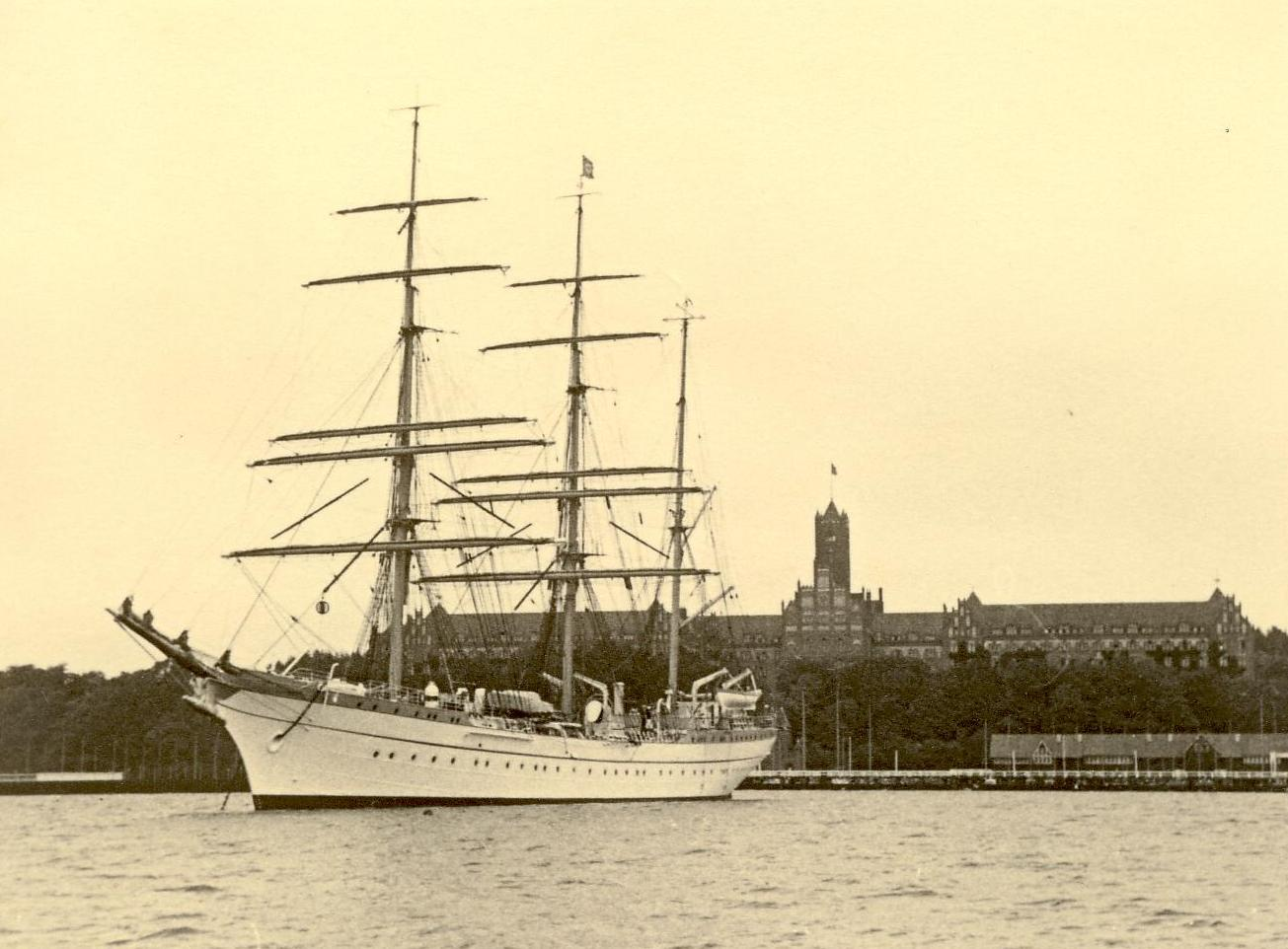
Horst Wessel kotví ve Flensburgu, 1937

Plachetnici postavila pro německou Kriegsmarine loděnice Blohm & Voss v Hamburku. Plavidlo bylo do služby přijato roku 1936 jako cvičná plachetnice Horst Wessel. Po německé porážce ve druhé světové válce loď získaly USA jako válečnou kořist. Americká pobřežní stráž ji do služby zařadila 15. května 1946.
V souvislosti se 70. výročím svého zařazení do služby u pobřežní stráže Eagle prošla generálkou v ceně 28 milionů dolarů.

## Konstrukce

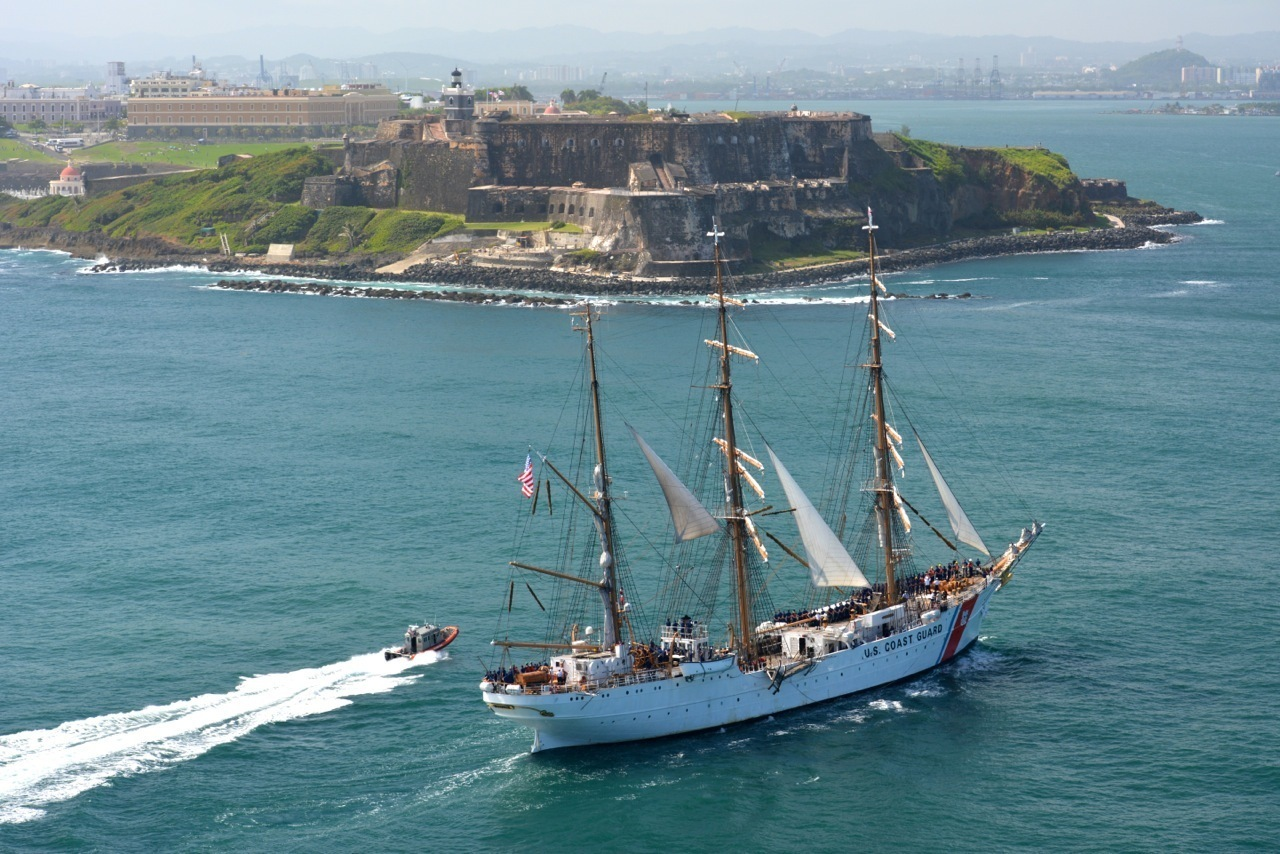
Eagle, poháněný pomocným motorem, připlouvá do přístavu San Juan

Posádku tvoří 12 důstojníků, 38 námořníků a 150 kadetů. Trup plavidla je postaven z oceli. Plachty mají plochu 22 300 čtverečních stop. Plavidlo je vybaveno pomocným dieselem. V minulosti to byl německý MAN o výkonu 750 hp, nahrazený dieselem Caterpillar D399 o výkonu 1000 hp. Nejvyšší rychlost dosahuje 17 uzlů pod plachtami a 10 uzlů pouze s využitím pomocného dieselu.
Na roky 2017–2018 je plánována modernizace pohonu plavidla, během které má dosavadní pomocný diesel nahradit nový typu MTU 8V4000.